# Pedro Jacques de Magalhães
Pedro Jacques de Magalhães (1620 — 1688), 1.º visconde de Fonte Arcada, foi um dos militares da Guerra da Restauração, que se destacou na Batalha de Castelo Rodrigo.

## Biografia

### O militar

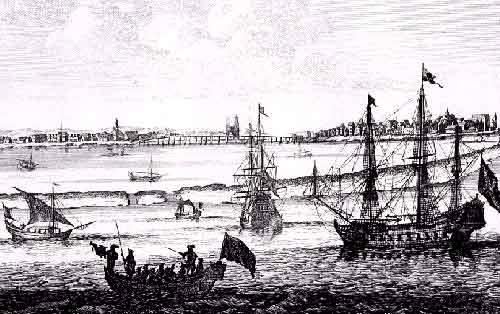
Cidade e porto de Maurícia (Recife) no Brasil, em 1645, gravura em água forte, baseada em desenho de Frans Post, Museu Nacional de Belas Artes do Rio de Janeiro

Revelando-se como um firme opositor ao domínio filipino, foi preso na América espanhola após a Revolução de 1 de Dezembro de 1640, juntamente com outros portugueses, de entre os quais figurava João Rodrigues de Vasconcelos e Sousa, 2.º conde de Castelo Melhor, quando tentavam apoderar-se de uma frota espanhola carregada de prata, tendo como objectivo conduzi-la a Portugal. Pouco depois consegue fugir, regressando à Pátria, onde é provido no cargo de governador de Olivença. Ocupava este cargo em 1646 quando foi ferido num ataque militar a Valência.
A 4 de Novembro de 1649 D. João IV confiou-lhe o almirantado da esquadra que escoltou a primeira frota da Companhia Geral do Comércio do Brasil, composta por 40 naus, que largou do Tejo com destino a esta colónia e ancorou em Pernambuco sem quaisquer incidentes com os holandeses. No dia 20 de Dezembro de 1653 voltou ao mesmo local da costa brasileira, desta feita como capitão-general, em parceria com Francisco de Brito Freire, com uma armada de 60 navios «bem aparelhados», numa missão de clara intimidação aos holandeses, a respeito dos quais haviam chegado à corte notícias de ataques a algumas naus da jovem Companhia Geral e de objecções diplomáticas aos seus direitos naquelas águas. Pedro Jacques de Magalhães não hesitou perante a oportunidade que assim se lhe oferecia para intervir nas lutas contra as invasões holandesas do Brasil. A sua acção de maior relevo ao comando dessa armada foi o auxílio que prestou ao mestre de campo general de Pernambuco, Francisco Barreto de Meneses,  no cerco de Recife, em 1654.
Voltando de novo a Portugal, «aparece-nos envolvido na maior parte dos combates que se vão travar até ao fim da Guerra da Restauração». Com efeito, em 1658 surge como general de Artilharia do exército do Alentejo e no ano seguinte toma parte na Batalha das Linhas de Elvas, ocupando a patente de 1.º mestre de campo deixada vaga pelo general André de Albuquerque Ribafria, que aí foi mortalmente ferido.
Em 1663, sendo já mestre de campo general da Beira, acorre outra vez ao Alentejo com as suas forças em socorro do exército do 3.º conde de Castelo Melhor, governador das Armas desta província, o qual temia pela sua segurança, em consequência da recente ofensiva de D. João de Áustria. Toma, então, parte na conquista de Évora, de onde sai novamente ferido. É assinalada a sua presença «no Ameixial, voltando depois à Beira, e tomando parte, em 1664, na conquista de Alcântara, onde foi ferido mais uma vez, ficando aleijado duma perna» para o resto da vida.

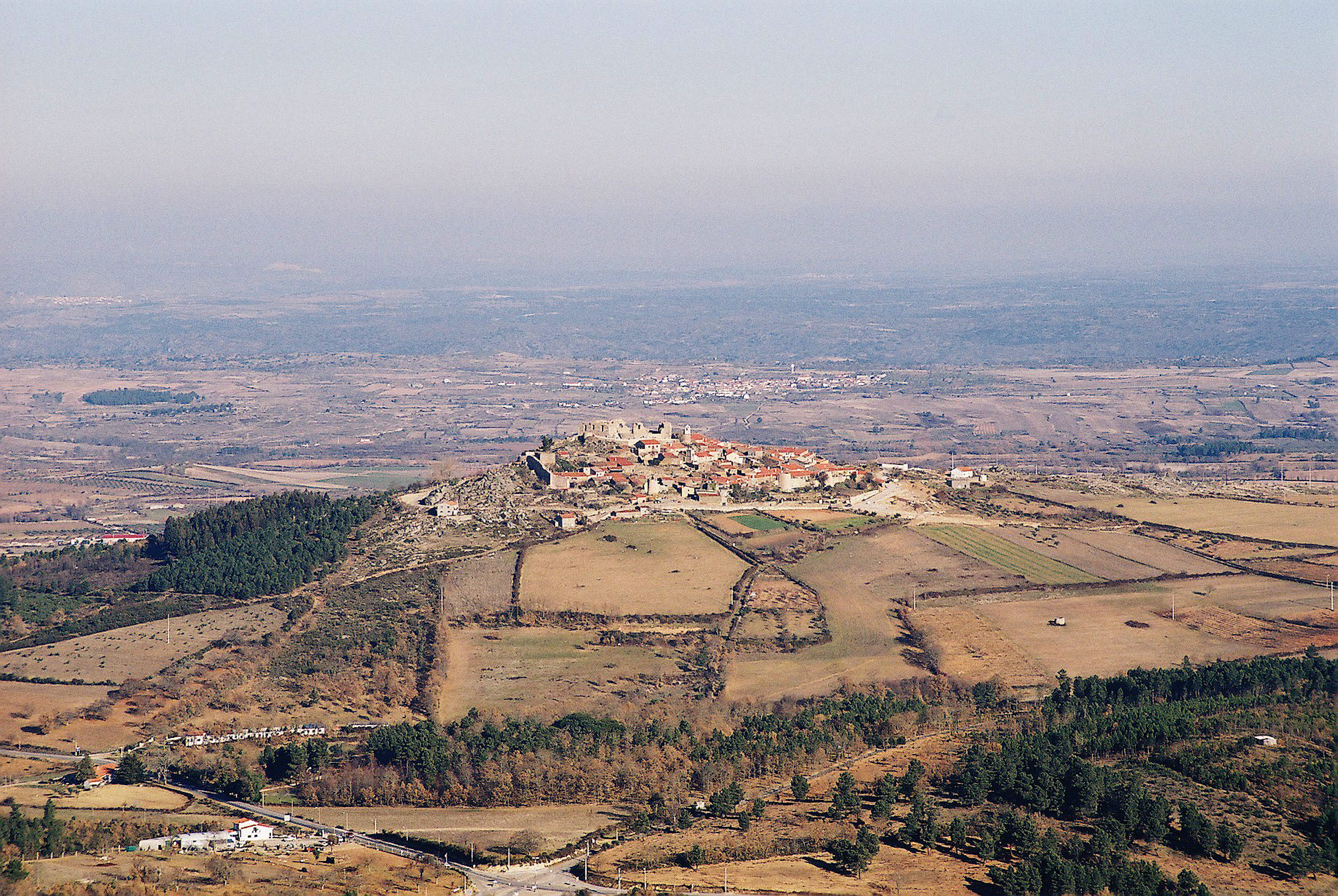
Panorâmica de Castelo Rodrigo, vista da serra da Marofa. Esta foi peça fundamental no plano estratégico português da batalha de Castelo Rodrigo

O infortúnio de Alcântara não parece ter refreado os ânimos do intrépido militar que, tendo sido promovido, nesse mesmo ano de 1663, a governador das armas da província da Beira, aliás no comando único dos dois partidos, o partido de Almeida e o de Penamacor, viria a colher a maior glória da sua carreira do sucesso que logrou obter na célebre batalha de Castelo Rodrigo, a 7 de Julho de 1664. Haja em vista a descrição coeva que no Mercúrio Português o seu redactor, António de Sousa de Macedo, fazia dos factos.
Em Outubro de 1665, temendo-se uma reacção dos castelhanos no Norte, Pedro Jacques de Magalhães juntou as suas forças com as dos condes de São João e de Miranda e foi com eles guarnecer a fronteira do Minho, de onde aproveitaram para fazer algumas incursões da Galiza, chegando a ocupar a fortaleza de La Guardia. Em retaliação, foças castelhanas irromperam pela raia de Trás-os-Montes, assolando as terras de Barroso, Montalegre e Chaves.
Em 1668 fez parte das cortes de Lisboa que sancionaram a deposição de D. Afonso VI e juraram o infante D. Pedro príncipe regente e governador do reino.
Não terminava ainda a acção deste militar ao serviço da coroa portuguesa, que entretanto pareceu  ao conselho de D. Pedro II sobejamente meritória pelo que, por carta datada de 6 de Fevereiro de 1671, o monarca, aliás regente, lhe concedeu o título de 1º visconde de Fonte Arcada. Em 21 de Julho de 1675, Pedro Jacques de Magalhães, provido no posto de capitão-general da armada real, comandou de uma esquadra de 11 navios de guerra que D. Pedro II ordenou fosse aprestada para patrulhar as águas do litoral entre o Cabo de São Vicente e as Berlengas onde actuavam os corsários mouros de Argel. A rota traçada visava amedrontar os mouros, mas «não se viram os resultados de tão custosa empresa», pois eles continuaram a atacar as frotas da carreira da Índia e do Brasil.
Nesse mesmo ano «foi enviado em socorro dos espanhóis que os mouros cercavam em Oran e conseguiu introduzir o socorro na praça, à custa de inúmeras dificuldades, sendo esta a última acção conhecida da sua agitada e notável carreira militar, que terminava com a sua morte em 1688».
A 5 de Novembro do mesmo ano de 1675 foi admitido como familiar do Santo Ofício.
Dando por terminada a sua carreira militar em 1676, afigura-se-nos após essa data mais empenhado em assegurar a integridade do seu património, pois em 1681 instituiu formalmente o morgadio da Terrugem, o qual integrou o imponente palácio da Flor da Murta que havia sido construído pelos senhores de Alconchel, da família Pereira Faria, depois passado aos Meneses. A medida, porém, não resultou  visto que o imóvel regressaria à posse desta nobre família por via do casamento de uma das suas filhas, Antónia Madalena de Vilhena, com D. António de Meneses de Sotto Mayor. Por essa altura, para além de senhor da casa  dos Jacques de Magalhães, já seria comendador da ordem de Cristo e membro do conselho real e da junta do comércio. Relativamente à comendadoria da ordem de Cristo, mencionada por Felgueiras Gaio no Nobiliário das Famílias de Portugal, podemos concretizar, crendo nas anotações do Pe. António da Costa, que se tratava das comendas de São Pedro de Joanes e da Foz de Arouce. De acordo com a mesma fonte, usaria ainda o título de alcaide mor de Castelo Rodrigo, e também «por mercè del Rey D. Pedro o Segundo».
Em 1684, na qualidade de general do mar, Pedro Jacques de Magalhães destacava-se no conselho de guerra dos restantes conselheiros de Estado, ao lado de outras figuras de proa desse conselho, que também deixaram bom nome na guerra da Restauração, designadamente Nuno da Cunha, conde de Pontével, Dinis de Melo e Castro, governador das armas do Alentejo e Francisco Barreto. Era a devida homenagem ao homem que consumira a sua vida nas mais encarniçadas batalhas para a reconstrução da soberania nacional.

### A família
Pedro Jacques de Magalhães foi o único filho varão de Henrique Jacques de Magalhães e de Violante de Vilhena (filha do 2.º casamento de Sancho de Tovar, copeiro-mor da Casa real). 
Desconhece-se a data precisa do seu nascimento, apontando-se o ano de 1620 como provável, mas é certo que faleceu no dia 8 de Dezembro de 1688. Pelo lado paterno foi bisneto de Henrique Jacques, cavaleiro da Ordem de Cristo e trineto de Pedro Jaques, fidalgo da Casa Real que esteve na batalha de Toro com D. Afonso V e instituiu o morgadio da Bordeira. Do lado materno descendia da nobreza castelhana vinda para Portugal após a Batalha de Toro, em 1475. Era trineto de Sancho de Tovar, vice-almirante da Armada que descobriu o Brasil em 1500, e neto de Sancho de Tovar, copeiro-mor de D. Sebastião.
Casou primeiro com Luísa Freire de Andrade que lhe deu dois filhos, sendo primogénito Henrique Jacques de Magalhães que foi alcaide-mor de Castelo Rodrigo e desempenhou outros importantes cargos militares e administrativos.
Casou depois com Maria de Vilhena, filho de António Correia Baharem e bisneta do célebre militar português com o mesmo nome, de cujo enlace nasceram mais seis filhos, o terceiro dos quais, Manuel Jacques de Magalhães, veio a ser o 2.º visconde de Fonte Arcada.

### Homenagens

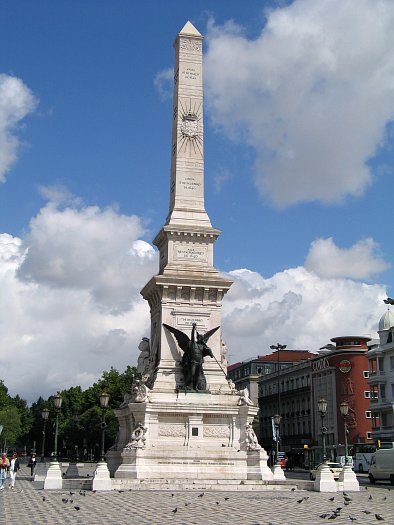
Monumento aos Restauradores, em Lisboa

Cumpre no entanto observar que antes de receber o título de visconde, Pedro Jacques de Magalhães havia já sido homenageado no campo da Salgadela onde se decidiu a vitória das armas portuguesas na batalha de Castelo Rodrigo, pois foi aí, próximo da localidade de Mata de Lobos, que João da Fonseca Tavares erigiu o monumento comemorativo que é hoje vulgarmente conhecido como «a cruz de Pedro Jacques». O monumento da praça dos Restauradores, em Lisboa é uma homenagem ao colectivo dos heróis da Restauração, mas outras homenagens, póstumas lhe têm sido particularmente prestadas em vários pontos do país, através de adopções toponímicas e patronímicas, sendo exemplos disso a existência de ruas e escolas que receberam o seu nome, assim em Figueira de Castelo Rodrigo, como em Alverca do Ribatejo.
| Tipo         | Homenagens |
| ------------ | --- |
| Monumentos   | Cruz de Pedro Jacques de Magalhães no campo da Salgadela, freguesia de Mata de Lobos, concelho de Figueira de Castelo Rodrigo, distrito da Guarda                                                                                          |
| Toponímia    | Rua General Pedro Jacques de Magalhães, freguesia de Alverca do Ribatejo, concelho de Vila Franca de Xira, distrito de Lisboa • Rua Pedro Jacques de Magalhães, na freguesia e concelho de Figueira de Castelo Rodrigo, distrito da Guarda |
| Instituições | Escola EB 2+3 Pedro Jacques de Magalhães e Agrupamento de Escolas com o mesmo nome, na freguesia de Alverca do Ribatejo, concelho de Vila Franca de Xira, distrito de Lisboa                                                               |